# La Roca (Sant Llorenç Savall)
La Roca és una masia situada a l'entrada de la Vall d'Horta del municipi de Sant Llorenç Savall (Vallès Occidental) protegida com a bé cultural d'interès local.

## Arquitectura
Té un edifici principal amb diferents cossos adossats. L'estructura principal consta de planta baixa, un pis i golfes i té la coberta a dues aigües; a la façana, hi ha la porta d'entrada amb arc de mig punt adovellat i finestres emmarcades per grans dovelles de pedra, igual que l'ampit. A la façana s'hi troba adossat un cos amb un sol aiguavés amb petites finestres com espitlleres. A l'esquerra de la façana s'aixeca un altre cos amb una galeria d'arcades, que abans era utilitzada com eixugadors.
Una de les finestres té la llinda i els brancals decorats amb fines columnetes, figures d'animals i altres elements decoratius.

## Història
La masia de la Roca es troba a la banda esquerra de la Vall d'Horta, prop del Pont de la Roca i a la vora del torrent. És una masia ja documentada l'any 1300, i pot ser més antiga. La masia va prosperar molt a partir de finals del segle xvi, quan Valentí Roca va adquirir el molí que hi havia al costat de la masia.
A finals del segle XX es va restaurar, oferint una imatge de gran casa pairal, tal com probablement havia estat.